# Čičoka
Čičoka (lat. Helianthus tuberosus), naziva se i sunčev koren, saunčoka, divlji suncokret, topinambur, ili zemljana jabuka, vrsta je biljaka iz famlije glavočika (Asteraceae). Izvorno raste u Severnoj Americi, ali se takođe često uzgaja, jer se jestivi gomolji koriste u ishrani. Nažalost, biljka može postati korov prilikom uzgoja i teško je iskoreniti. Takođe, nesvarljiva organska jedinjenja u gomolju mogu uzrokovati nadutost. Gomolje su u ishrani široko koristili Indijanci, koji su ih predstavili evropskim doseljenicima početkom 1600-ih godina.

## Opis
Uspravna, visoka 1-3 m. Rizom je s kvrgavim, jestivim krtolama i podzemnim stolonama, koje mogu da dostignu i do 1 m dužine i nalaze se na dubini 5-20 cm. Stabljika je uspravna, najčešće umereno granata pri vrhu, hrapava, u gornjem delu kratko maljava.
Listovi su prosti, jajasti do lancetasti, zašiljenog vrha, pri dnu stabljike, obično po tri u pršljenu, naspramno, a pri vrhu stabljike naizmenično postavljeni, dugi 10-25 cm i široki 7-15 cm, grubo i nepravilno nazubljeni, na licu hrapavi, a na naličju prekriveni kratkim dlakama.
Cvetovi su žuto obojeni, grupisane u glavičaste cvasti. Glavice su sastavljeni od dvaq tipa cvetova: spoljašni cvetovi su jezičasti, dugi 3-4 cm, široki oko 1cm, žuti i sterilni, unutrašnji cvetovi su cevasti, dugi 6-7 mm s pet kratkih režnjeva, hermafroditni i žuti. Cveta od avgusta do novembra i oprašuje se insektima. Preovlažuje vegetativno razmnožavanje.

## Poreklo vrste
Vrsta vodi poreklo iz Severne Amerike. Široko je rasprostranjena po centralnom i istočnom delu Severne Amerike, a zbog rane domestifikacije prirodni areal ove vrste se ne može sa sigurnošću odrediti. Divlji srodnici se nalaze u istočnom delu Severne Amerike, pa se pretpostavlja da je vrst odatle i potekla. Druga pretpostavka je da je prvobitni areal ove vrste bio na jugu Severne Amerike. Najverovatnije je odomaćena na jugu Kanade, gde su je kultivisali Indijanci koji su je koristili u ishrani.
Zbog privrednog značaja preneta je u zapadnu Evropu u ranom XVII veku, a zatim i u druge delove severne hemisfere. Gajena je zbog krtola, koje su jestive i sadrže skrob, inulin i šećer. Međutim sredinom XVIII veka ova vrsta je zamenjena krompirom. Kao naturalizovana je u Evropi prvi put konstantovana tek sredinom XIX veka, dok je invazivno počela da se širi početkom XX veka u centralnoj Evropi. Osim u Evropi, odomaćena je i u Aziji, Austaliji i Južnoj Americi. Na Balkanu je gajena u kulturama početkom XX veka, da bi se ubrzo počela javljati u prirodnim zajednicama i tokom druge polovine XX veka kada je konstatovana na Avali i na staništima u Beogradu.
Smatra se jednom od najinvazivnijih biljaka na evropskom kontinentu. Kada se jednom nastani na nekom staništu, veoma ju je teško iskoreniti zbog vrlo efikasnog načina razmnožavanja pomoću rizoma. Jedna biljka obično daje 15-20 krtola godišnje. Osim zbog krtola, galji se i kao ukrasna biljak po baštama, a u nekim zemljama predstavlja usev koji se koristi za prehranu stoke. 
Ukoliko se nađe kao korov među usevima, obrađivanje zemljišta doprinosi usitnjavanju rizoma i daljem širenju areala. Biljka dospeva na prirodna i poluprirodna staništa često preko baštenskog otpada, jer u okviru otpada ne retko nađu rizomi ove biljke ili njihovi delovi dovoljni da se formira nova jedinka. Dobro razvijene populacije na obalama reka mogu da dovedu do povećane erozije tokom poplava, jer H. tuberosus slabije vezuje zemljište zbog specifičnog korenovog sistema, za razliku od autohtonih vrsta koje su karakteristične za ova staništa. Pored ugrožavanja stabilnosti obala, invazivnost ove vrste ugrožava biodiverzitet obalnih staništa, formirajući veoma guste populacije i potiskujući druge zeljaste vrste, ali i sprečavaju obnovu drvenastih vrsta.

## Rasprostranjenje u Srbiji i stanište
U Srbiji je široko rasprostanjena. Preferira dobro osunčana i vlažna staništa, bogata nutrijentima, pogotovo duž vodotokova, tako da je česta na rečnim terasama i obalama, kao i na ivicama plavnih šuma. Najbolje raste na plodnom, rastresitom i umereno vlažnom zemljištu, ali uspeva i na peskovitom, zbijenom ili slanom zemljištu. Može da preživi izrazitu sušu, blagu zasedu i kraće periode plavljenja.

## Mere kontrole i suzbijanja
Preporučuje se košenje dva puta godišnje (krajem juna i u avgustu), s tim da uspešnost kontrole zavisi od određivanja pravog trenutka za košenje: onda kada su se zalihe prošlogodišnjih utrošile, a nove se još nisu formirale. Ako je zemljište lako i rastresito, biljke se mogu i ručno čupati i to u oktobru ili u rano proleće, s tim da se svi fragmenti rizoma moraju sakupiti i odneti sa staništa. Kao prevencija novih introdukcija i daljeg širenja savetuje se obaveštenje šire javnosti o invazivnom karakteru ove vrste, kao i o opasnosti koju predstavlja za prirodne ekosisteme. Ovim bi se skrenula pažnja baštovanima da ne bacaju delove rizoma ove vrste u smeće, pogotovo ako se nalaze u blizini vodotokova. Ova vrsta postepeno biva eliminisana sa staništa kada se obustavi narušavanje staništa i razvije drvenasta vegetacije.

## Kultura
Lako se uzgaja u proseku. Uspeva na suvim do srednje-vlažnim, dobro dreniranim zemljištima na suncu ili u hladovini. Najbolji prirast je na vlažnom tlu, ali toleriše i suva zemljišta. Biljke tolerišu širok raspon blata, sve dok je drenaža dobra. Biljka stvara gomolje nakon proteklog prolećnog mraza ili u jesen, nakon prvog mraza. Najbolja mesta za biljke jesu ona zaštićena od jakih vetrova. Uklanjanje smeđih i razderanih semenskih glava, lišća i biljnih stabljike iz vrta nakon cvetanja može poboljšati izgled, ali istovremeno može razočarati lokalne populacije ptica pevačica, koje se hrane semena. Biljke se šire rizomima i stvaraju kolonije. Jednom posađene u vrtnim prostorima teško ih je ukloniti iz vrta.

## Prehrambena upotreba
Krtole se mogu jesti sirove, kuvane ili ukiseljene.
Pre dolaska Evropljana, Indijanci su gajili H. tuberosus kao izvor hrane. Krtole opstaju godinama nakon sadnje, tako da je ova vrsta proširila svoj raspon od centralne Severne Amerike do istočnih i zapadnih regiona. Rani evropski kolonisti su saznali za ovo i poslali gomolje nazad u Evropu, gde su postali popularni usevi i tamo se naturalizovali. Kasnije je postepeno pala u opskurnost u Severnoj Americi, ali pokušaji da se komercijalno plasira bili su uspešni u kasnim 1900-im i ranim 2000-im.
Krtola sadrži oko 2% proteina, nema ulja i ima malo skroba. Ona je bogata ugljenim hidratom inulinom (8 do 13%), koji je polimer monosaharida fruktoze. Krtole koje se čuvaju vremenom pretvaraju svoj inulin u njegovu komponentu fruktozu. Jerusalimska artičoka ima sladak ukus u osnovi zbog fruktoze, koja je oko jedan i po puta slađa od saharoze.
Takođe je poznato da se koristi kao narodni lek za dijabetes: pošto se inulin ne asimiluje u crevima, on ne izaziva glikemijske udare kao što je slučaj kod krompira. Pokazalo se da temperaturne varijacije utiču na količinu inulina koju čičoka može da proizvede. On stvara manje inulina u hladnijem regionu nego kada raste u toplijem regionu.

## Uzgoj i upotreba
Za razliku od većine krtola, ali kao i kod mnogih drugih članova Asteraceae (uključujući artičoku), krtole skladište svoje ugljene hidrate kao inulin (ne treba ga mešati sa insulinom), a ne kao skrob. Dakle, gomolji topinambura su važan izvor inulina koji se koristi kao dijetetska vlakna u proizvodnji hrane.
Prinosi useva su visoki, tipično 16—20 t/ha (7—9 kratkih tona po hektaru) za krtole i 18–28 tona po hektaru zelene mase za lišće. Gomolji koji ostanu u zemlji tokom zime leže u stanju mirovanja i mogu da podnesu temperature do −30 °C (−22 °F). Jerusalimska artičoka takođe ima potencijal za proizvodnju etanolskog goriva, koristeći sojeve kvasca prilagođene inulinu za fermentaciju.
Krtole se koriste za kuvanje i pečenje na isti način kao i krompir, ali za razliku od krompira mogu se jesti i sirove. One imaju sličnu konzistenciju, i u sirovom obliku imaju sličnu teksturu, ali slađi, orašastiji ukus. Kada su sirove i tanko isečene, pogodne su za salatu. Njihov inulinski oblik ugljenih hidrata daje čičokama sklonost da postanu mekane i kašaste ako se kuvaju, ali bolje zadržavaju teksturu kada se kuvaju na pari. Inulin ne može da se razgradi ljudskim digestivnim sistemom, ali ga metabolišu bakterije u debelom crevu. Ovo može izazvati nadimanje i, u nekim slučajevima, bol u želucu. Delo Herbal Džona Džerarda, štampano 1621. godine, citira engleskog botaničara Džona Gudjera o čičokama:
na koji god način bile pripremljene i pojedene, one se mešaju i izazivaju prljavi, odvratni smrdljivi vetar u telu, uzrokujući bol i mučenje u stomaku, i meso su pogodnije za svinje nego za ljude.
Jerusalimska artičoka sadrži 650  kalijuma na 1 šolju (150 g) porcije. Takođe je bogata gvožđem i sadrži 10–12% USRDA vlakana, niacina, tiamina, fosfora i bakra.
Jerusalimske artičoke se mogu koristiti kao hrana za životinje, ali moraju se oprati pre nego što se daju većini životinja. Međutim, svinje se mogu hraniti i bezbedno ih jesti direktno sa zemlje. Stabljike i listovi se mogu ubrati i koristiti za silažu, iako sečenje vrhova u velikoj meri smanjuje žetvu korena.

### Fermentisani proizvodi
U Baden-Virtembergu, u Nemačkoj, preko 90% žetve jerusalimske artičoke koristi se za proizvodnju alkohola pod nazivom Topinambur, nemačka reč za čičoku. Krajem 19. veka čičoke su se koristile u Badenu za pravljenje žestokog pića pod nazivom „Topinambur-Brantvejn” (rakija od artičoke), „Topinambur” (jerusalimska artičoka), „Topi”, „Erdapfler”, „Rosler”. , ili "Borbel". Topinambur proizveden u Evropskoj uniji i Švajcarskoj mora da se pravi isključivo od jerusalimske artičoke, da sadrži najmanje 38% alkohola po zapremini i ne sme da sadrži dodatni alkohol ili arome. Boja karamele je jedini dozvoljeni aditiv.

## Istorija
Jerusalimsku artičoku su prvi uzgajali domorodački narodi Amerike — ova ekstenzivna kultivacija zamagljuje tačan izvorni raspon ove vrste. Francuski istraživač Samuel de Šamplajn otkrio je da su starosedeoci luke Nauset u Masačusetsu gajili korenje koje ima ukus artičoke. Sledeće godine, Šamplejn se vratio u isto područje i otkrio da koren ima ukus sličan blitvi i bio je odgovoran za prenos biljke u Francusku. Nešto kasnije, Petrus Hondijus, holandski botaničar, zasadio je smežurani gomolj jerusalimske artičoke u svojoj bašti u Terneuzenu i bio je iznenađen kada je video da se biljka razmnožava. Jerusalimska artičoka je toliko pogodna za evropsku klimu i tlo da se biljka brzo razmnožava. Do sredine 1600-ih, jerusalimska artičoka je postala veoma uobičajeno povrće za ljudsku ishranu u Evropi i Americi, a takođe se koristila za ishranu stoke u Evropi i kolonijalnoj Americi. Francuzi su posebno voleli ovo povrće, koje je dostiglo vrhunac popularnosti na prelazu iz 19. veka. Jerusalimska artičoka je proglašena 'najboljim povrćem za supu' na Festivalu baštine francuske kuhinje u Nici 2002. godine.
Francuski istraživač i prvi istoričar Akadije, Mark Leskarbot, opisao je jerusalimske artičoke kao „velike kao repa ili tartufi“, pogodne za jelo i ukusa „kao blitve, ali prijatnije“. Godine 1629. engleski travar i botaničar Džon Parkinson napisao je da je artičoka koja se široko uzgaja u Londonu postala veoma uobičajena i jeftina u Londonu, toliko „da su čak i najvulgarniji počeli da ih preziru“. Nasuprot tome, kada je čičoka prvi put stigla u Englesku, krtole su bile „poslastice za kraljicu“.
Luis i Klark su jeli krtole, koje je pripremila domorodačka žena, u današnjoj Severnoj Dakoti.
Čičoka je isto takon bila nazivana i „kanadski tartuf”.

## Literatura
- Стојановић, Верица; Бједов, Ивана; Јовановић, Ивана; Јелић, Ивана; Обратов Петковић, Драгица; Нешић, Марија; Недељковић, Драгана (2021). Одабране инвазивне стране врсте у флори Србије. Београд: Завод за заштиту Србије. ISBN 978-86-80877-73-0.  38218505.

## Spoljašnje veze
- https://www.inaturalist.org/taxa/122970-Helianthus-tuberosus
- https://www.gbif.org/species/3119175
- https://www.britannica.com/plant/Jerusalem-artichoke